# Lista de teorias de primeira ordem
Na lógica, uma teoria de primeira ordem é um conjunto de fórmulas que fazem sentido em uma linguagem de primeira ordem. Inúmeras teorias da matemática como a teoria dos anéis, a teoria dos grupos e as teorias dos conjuntos são teorias de primeira ordem.

## Definições
Uma teoria de primeira ordem T tem como base uma linguagem de primeira ordem {\displaystyle {\mathcal {L}}_{T}}, tal que a teoria será um conjunto específico de fórmulas bem-formadas de {\displaystyle {\mathcal {L}}_{T}}, fórmulas essas chamadas de axiomas.
De acordo com a teoria dos modelos, cada objeto matemático é um modelo de uma assinatura Σ de linguagem {\displaystyle {\mathcal {L}}_{\Sigma }}. Dado um conjunto de modelos de uma mesma assinatura, uma teoria é um conjunto de axiomas não-lógicos que são satisfeitos por todos esses modelos.
Seja α uma fórmula, dizemos que α é um teorema de T, denotado por T ⊢ α sse α pode ser demonstrada a partir de T. Também é dito como α é consequência lógica de T. O conjunto de tódos os teoremas de T é chamado de Th(T).

### Propriedades
Uma teoria T pode ser:
- Axiomática, se há um procedimento recursivo que caracterize seus axiomas;
- Finitamente axiomatizada, se tem um número finito de axiomas não-lógicos;
- Axiomatizával, se há alguma teoria axiomática T* tal que Th(T*) = Th(T);
- Fechada, se Th(T) = T. Ou seja, se T só tem a si própria como consequência;
- Consistente, se não é o caso de existir uma fórmula φ em qualquer linguagem, tal que φ e ¬φ sejam ambos teoremas de T.
- Completa, se para toda fórmula α de {\displaystyle {\mathcal {L}}_{\Sigma }}, ou α é um teorema de T ou ¬α o é;
- Trivial, se toda fórmula α de {\displaystyle {\mathcal {L}}_{\Sigma }} é um teorema de T;
- Decidível, se há um algoritmo que decida se uma fórmula α de {\displaystyle {\mathcal {L}}_{\Sigma }} é ou não é um teorema de T;
- Satisfatível, se existe um modelo para todas as fórmulas da teoria. Pelo Teorema da completude de Gödel, satisfatível é equivalente a consistente;
- Categórica, se é consistente e todos os seus modelos são finitos e isomórficos.
 Apesar de ter vários modelos, uma teoria T tem o que se chama de interpretação pretendida. Por exemplo, a aritmética de Peano nos naturais. Um modelo que seja isomórfico à interpretação pretendida é chamado de modelo padrão.

## Grupos
Seja * uma operação definida em um conjunto G. Dizemos que o par (G, *) é um grupo se e somente se:
- O conjunto G é fechado sobre a operação *, isto é

{\displaystyle (\forall g,h\in G),\;(g*h)\in G}
- A operação * é associativa, ou seja, ∀g, h, k ∈ G, (g * h) * k = g * (h * k);

{\displaystyle (\forall g,h,k\in G),\;(g*h)*k=g*(h*k)}
- Existe um elemento identidade e ∈ G para *, ou seja,

{\displaystyle (\forall g\in G),\;(g*e)=(e*g)=g}
- Para todo elemento g ∈ G existe um único elemento inverso i ∈ G, isto é,

{\displaystyle (\forall g\in G),\;(g*i)=(i*g)=e}

Os grupos abelianos são um caso particular de grupos em que a operação * é comutativa em G, isto é,
{\displaystyle (\forall g,h\in G),\;(g*h)=(h*g)}
Por exemplo:
- (Z, +): os inteiros com adição;

- ({0,1}, {\displaystyle \oplus }) : os valores binários com a operaçãoou exclusivo.

Outros tipos de grupos são:
- Grupos Simétricos;
- Grupos Alternadores;
- Grupos Diedrais;
- Grupos Cíclicos.

## Grafos
Um grafo é um par G = (V,R), onde V é um conjunto finito e R é um conjunto de conjunto de pares ordenados (x,y) onde x e y são elementos de V, chamados de vértices do grafo. Os elementos de R são as arestas do grafo, e podem ser representados como R(x, y), interpretado como "há uma aresta de x até y".
Um grafo é definido pelos seguintes axiomas:
- Simetria:

{\displaystyle \forall x\forall y,\;R(x,y)\to R(y,x)}
- Anti-reflexividade:

{\displaystyle \forall x,\;\neg R(x,x)}
Alguns matemáticos usam a palavra "grafo" em um sentido diferente e admitem a possibilidade de um vértice ser adjacente a si mesmo; uma aresta que une um vértice a se mesmo é chamado de laço. Também se admite mais de uma aresta com as mesmas extremidades; tais arestas são chamadas de arestas paralelas.
Para se referir a primeira definição de Grafo com mais clareza, é usada a expressão grafo simples. Para se referir a um grafo que pode ter arestas e laços múltiplos, é empregada a palavra multigrafo.
Um passeio em um grafo que atravessa cada aresta uma única vez, é chamado de trilha eureliana. Se, além disso, a trilha começa e termina no mesmo vértice o passeio é chamado um tour eureliano. Finalmente, se um grafo tem um tour eureliano , dizemos que o grafo é um grafo eureliano;

## Relações de equivalência
Seja A um conjunto e ≡ uma relação de equivalência sobre A. Para cada a ∈ A podemos construir o conjunto de todos os elementos x ∈ A que são equivalentes ao elemento a. Indicaremos tal conjunto por [a], isto é: [a] = {x ∈ A : x ≡ a}.
As relações de equivalência satisfazem os axiomas:
- Reflexividade;

{\displaystyle \forall x,\;[x\equiv x]}
- Simetria;

{\displaystyle \forall x\forall y,\;[(x\equiv y)\to (y\equiv x)]}
- Transitividade;

{\displaystyle \forall x\forall y\forall z,\;[((x\equiv y)\land (y\equiv z))\to (x\equiv z)]}
O conjunto [a] nunca é vazio, pois a propriedade reflexiva garante que a ∈ [a]. O conjunto [a] é denominado classe de equivalência, que também pode ser denotada por cl(a) ou {\displaystyle {\overline {a}}}.

## Álgebras booleanas
Seja B um conjunto com dois elementos distintos, 0 e 1, duas operações binárias, + e ⋅, uma operação unária ¬. Então, B é dito uma álgebra booleana se valem os seguintes axiomas, onde a, b e c são elementos quaisquer de B :
- Comutatividade;

{\displaystyle (a+b)=(b+a);\quad (a\cdot b)=(b\cdot a)}
- Distributividade;

{\displaystyle a\cdot (b+c)=(a\cdot b)+(a\cdot c);\quad a+(b\cdot c)=(a+b)\cdot (a+c)}
- Identidade;

{\displaystyle (a+0)=a;\quad (a\cdot 1)=a}
- Complemento;

{\displaystyle (a+\neg a)=1;\quad (a\cdot \neg a)=0}
Os operadores da álgebra booleana podem ser representados de várias formas. É freqüente serem simplesmente escritos como E, OU e NÃO, porém são mais comuns os seus equivalentes em inglês: AND, OR e NOT.

### Dualidade
A dual de qualquer declaração em uma álgebra booleana B é a declaração obtida pela troca das operações ⋅ e + e de seus elementos identidade, 0 e 1, na declaração original.
Por exemplo, a expressão
{\displaystyle (1+a)\cdot (b+0)=b}
é dual de
{\displaystyle (0\cdot a)+(b\cdot 1)=b}
Observe a simetria dos axiomas em uma álgebra booleana B. Isto é, o dual do conjunto dos axiomas de B é o próprio conjunto de axiomas. Conseqüentemente, vale o princípio da dualidade em B.
O Princípio da Dualidade afirma que o dual de qualquer teorema em uma álgebra booleana também é um teorema. Ou seja, se qualquer declaração é conseqüência dos axiomas em uma álgebra booleana, então a declaração dual também é uma conseqüência dos axiomas.

## Ordem
Sejam A um conjunto e R ⊆ A×A uma relação em A. Diz-se que R é uma relação de ordem parcial se:
- R for reflexiva, onde aRa para todo a ∈ A. Ou seja, se todos os elementos se relacionarem com si próprios.

- R for anti-simétrica, ou seja, R é tal que se aRb e bRa então a=b.

- R for transitiva, onde aRb e bRc implicam que aRc.

Ex: As relações (N, ≤), (℘(A), ⊆), (R, =) são de ordem parcial.
Uma relação diz-se ordem total ou linear se for uma ordem parcial e for total, ou seja, para todo a e b em A é verdade que aRb ou bRa (ou ambos).
Ex: A relação (N, ≤) é de ordem total.

### Conjunto bem-ordenado
Um conjunto é A dito bem-ordenado se todo subconjunto de A tem primeiro elemento.
Um exemplo clássico é o conjunto dos números naturais com a ordem usual ≤.
- Um conjunto bem ordenado é linearmente ordenado. De fato, se a,b ∈ A, então {a,b} tem um primeiro elemento; logo, a e b são ordenáveis.

- Todo subconjunto de um conjunto bem-ordenado é por si só bem-ordenado.

- Se A é bem ordenado e B é isomorfo a A, então B é bem-ordenado.

- Todos os conjuntos finitos linearmente ordenados com o mesmo número n de elemento são bem-ordenados, e todos são isomorfos entre si.

- Todo elemento a ∈ A, que não é um último elemento, tem um sucessor imediato.

## Anéis e corpos
A assinatura dos anéis tem duas constantes 0 e 1, duas funções binárias, + e ⋅, e, opcionalmente, uma função unária inversa -1.
Seja A um conjunto com as seguintes operações internas:
{\displaystyle (+):(a,b)\to a+b} e {\displaystyle (\cdot ):(a,b)\to a\cdot b}
(A, +, ⋅) é um anel se ∀a,b,c; ∈ A se valem as propriedades:
- Associatividade:

{\displaystyle (a+b)+c=a+(b+c)}
{\displaystyle (a\cdot b)\cdot c=a\cdot (b\cdot c)}
- Comutatividade:

{\displaystyle (a+b)=(b+a)}
- Elemento neutro de +:

{\displaystyle \exists 0,\;(a+0)=(0+a)=a}
- Elemento inverso ou complemento de +:

{\displaystyle (\forall a\in A)(\exists (i)\in A),a+(i)=0}
- Distributividade:

{\displaystyle a\cdot (b+c)=(a\cdot b)+a(\cdot c)}
{\displaystyle (b+c)\cdot a=(b\cdot a)+(c\cdot a)}

Se a multiplicação, ⋅, dos anéis é comutativa, temos um anel comutativo, se a multiplicação tem elemento neutro, temos um anel com identidade.
Um corpo é um anel comutativo em que todo elemento diferente de 0 possui um elemento inverso da multiplicação. Um anel comutativo com unidade e sem divisores de zero é chamado de corpo se:
{\displaystyle (\forall a\in A:a\neq 0)(\exists b\in A),a\cdot b=1}
Os corpos são importantes objetos de estudo na álgebra visto constituirem uma generalização útil de muitos sistemas numéricos, como os números racionais, os reais e os complexos.

Principais tipos de corpos:
- Corpo finito: é um corpo em que o conjunto dos elementos é finito.

- Corpo ordenado: é um corpo no qual existe uma relação de ordem total, e suas operações binárias são compatíveis com essa relação de ordem. Um corpo é ordenado se satisfaz as seguintes condições:
  - A soma e o produto de elementos positivos são positivos;
  - Dado a ∈ A, exatamente uma das três alternativas seguintes ocorre: ou a = 0, ou a ∈ A ou -a ∈ A.